# Burdon
Burdon is een civil parish in het bestuurlijke gebied City of Sunderland, in het Engelse graafschap Tyne and Wear met 991 inwoners.